# Poa planifolia
Poa planifolia är en gräsart som beskrevs av Carl Ernst Otto Kuntze. Poa planifolia ingår i släktet gröen, och familjen gräs. Inga underarter finns listade i Catalogue of Life.